# Psychotria harmandii
Psychotria harmandii är en måreväxtart som beskrevs av Charles-Joseph Marie Pitard. Psychotria harmandii ingår i släktet Psychotria och familjen måreväxter. Inga underarter finns listade i Catalogue of Life.